# I Am Kurious Oranj
I Am Kurious Oranj — двенадцатый студийный альбом британской рок-группы The Fall, выпущенный 24 октября 1988 года лейблом Beggars Banquet Records и подняшвийся до #54 в UK Album Charts.

## История создания
Альбом был изначально задуман как музыкальное сопровождение к балету «I am Curious, Orange» («Я любопытен, Оранж»; альбом вышел под заголовком с изменённым вариантом написания, I am Kurious Oranj, и он стал впоследствии основным), поставленному Майклом Кларком и его экспериментальной балетной труппой. И то, и другое было приурочено к 300-й годовищине со дня коронации Уильяма (Вильгельма) III Оранского, который в результате бескровной революции явился на смену королю-католику Иакову Второму. Марк Э. Смит говорил, что привлекла его во всей истории, собственно, основная тема: «англичанам надоел свой король, они его выкинули и пригласили голландского парня».
Он признавал, что кое-что знал о периоде до и после Вильгельма, но ничего — о нём самом. «Так что пришлось многое додумывать… И странно, многое я угадал!» Это замечание, в частности, касалось строчки: «Can’t dance, can’t sing/Cursed forever is William Of Orange». — «Например, что он терпеть не мог музыку. Ха! Ну голландец до мозга костей. Придя, тут же отправил восвояси всех придворных музыкантов Иакова». Тексты альбома создавались в ходе переписки — отсюда и их обрывистый характер. «Я писал всё это на гастролях, в раздевалках, а потом отправлял письма Майклу — туда, где он находился в тот момент», — говорил Смит. Лишь незадолго до начала постановки они встретились, чтобы обсудить целостную концепцию.
Отвечая на вопросы, касавшиеся заголовка и его собственного интереса к истории, Смит говорил: «Да, я действительно любопытен. Для шотландцев и голландцев этот эпизод очень важен. Но история переписывается и важные вещи из неё оказываются вычеркнутыми. В английской истории зияет большая дыра в том месте, где был Оранж». В другом интервью, на вопрос корреспондента NME, почему именно так заинтересовал его «старина Билли», Смит отвечал: «Ну, я же написал уже пьесу о Папе, нужно же было написать о ком-то ещё».
Альбом записывался в рочдейлской студии Suite 16 и Эдинбургском Королевском театре осенью 1988 года. В числе вклюённых в альбом треков была музыкальная версия поэмы Уильяма Блейка «Jerusalem», в которой Марк Э. Смит изменил слова.
Заголовок альбома и балета представлял собой версию (с соответствующей игрой слов) заголовков двух фильмов шведского режиссёра Вильгота Шёмана «I Am Curious (Yellow)» («Я любопытна — жёлтый», 1967) и «I Am Curious (Blue)» (1968) и может быть переведён как «Я любопытен — (версия) оранжевая».

## Отзывы критики
Альбом получил высокие оценки критиков; в частности, New Musical Express дал ему 8/10. «Альбом в очередной раз доказал: The Fall вне пределов досягаемости моды, могут проехать с чем угодно без всяких компромиссов с бизнесом. Они, несомненно, часть бизнеса, но только потому что бизнес решил направиться им навстречу», — писал в ноябре рецензент еженедельника Кит Кэмерон. Он (как и практически все критики) отметил «Jerusalem», авторами которого были указаны Blake/Mark E Smith. Смит, называвший себя «стопроцентным фанатом» Уильяма Блейка, несколько изменил оригинальный текст, добавив комментарии по злободневным вопросам и превратив его (как писал NME) в платформу для «характерно смитовского антиобщественного, антиправительственного речитатива с осуждением сокращения городского бюджета и неэффективности правительственных мер».
Лен Браун (NME), в первой же фразе оговаривавшийся, что не любит Смита за «нарочитую политизированность в духе Джули Бёрчилл и высокомерие», признавал: группа в очередной раз превзошла себя. «Разумеется, Билли-король всего лишь номинальный антигерой, повод для очередной отчаянной Fall-атаки», — писал рецензент, добавляя: «Самые потрясающие — две дико запоминающиеся вещи Wrong Place, Right Time и Cab It Up!, вторая из которых с необычайной непринуждённостью высмеивает лондонскую жизнь».

### Спектакль
Балет «I Am Kurious Oranj», премьера которого состоялась в Амстердаме, имел большой успех как в Голландии, так и в Эдинбурге, где все шесть спектаклей прошли с аншлагом и были восторженно встречены. С 20 сентября по 8 октября балет (с концертными выступлениями группы) шёл в лондонском театре Sadler’s Wells — по шесть дней в неделю, из-за чего к финалу двое танцоров, не выдержав перегрузок, выбыли из строя с травмами спины. Критики, в большинстве своём, отмечали несерьёзность, фарсовый характер постановки (хореография которой включала в себя инсценировку матча «Селтик»-«Рейнджерс», эпизод, когда Брикс въезжала на сцену верхом на Биг-маке и т. д.), но в целом оценивали её положительно. Карен Майерс, признавая, что «мишура здесь призвана скрыть поверхностность», продолжала:

Визуально шоу наполненно множеством бессмысленных и смешных образов: зелёный телефон в какой-то момент перебегает сцену, чтобы больше не появиться, коробка с продукцией McDonald’s медленно спускается с потолка и рассыпается на танцоров, которые от каждого соприкосновения падают замертво, казнь, когда гипсовая голова начинает летать над сценой… — К. Майерс
«Если действительно Майкл Кларк решил снять паутину и налёт претенциозности с балетного искусства, сделать его задорным, ярким, доступным балаганом, где все хорошо проводят время, то это наверное полезнее, чем 578 раз поставить классический балет. Хотя — вот бы действительно The Fall увидеть — в Лебедином озере!» — заключала рецензентка.
Стюарт Макони (NME) отметил, что спектакль «повергает сразу нескольких священных коров: искусство, религию, современный образ жизни». В другом обзоре New Musical Express, описывая полную растерянность зрительского зала, который «не мог понять, какое отношение имеет хаос, творившийся на сцене, к Вильгельму Оранскому и творчеству The Fall», отметил, тем не менее, что группа явила себя своего рода «музыкальным эквивалентом всему, что должен был показать танец, продемонстрировав тотальный мастерски сработанный примитивизм». «Смит и компания никогда не звучали так остро и чисто», - заключал рецензент Шон О’Хаген.
В произведении были рискованные моменты, которые могли бы обидеть ирландцев и шотландцев (которые — то, что для англичан стало «Великой революцией», восприняли как национальную трагедию), но, как отмечал Смит, в Эдинбурге аудитория принимала происходившее на сцене весело, в том числе и смутившую поначалу даже самих авторов идею — чередовать фрагменты британского и нидерландского национальных гимнов. В Голландии же спектакль имел огромный успех. «Голландцы хорошо над этим посмеялись. Они воспринимают это как период безвластия: считают, что британцы умыкнули у них короля!» — говорил Смит. На вопрос журналиста К. Кэмерона: «И что они после этого <без короля> делали?» — Смит отвечал: «Не знаю, этого мне у них не удалось выведать».
Марк Э. Смит высоко оценивал работу Майкла Кларка, первого в балете «постпанк-танцора»: «Театральные персонажи в основном трепетные, нужно их держать за руки все время. Импровизировать они не умеют. Но Майкл — умеет, он не боится ошибиться и пойти на риск… И Ли Боуэри великолепен. Ему достается, и незаслуженно. Правда, в одежде он — никакой. Это Чарли Дрейк 90-х годов!».

#### Концертные интерпретации
Группа регулярно исполняла материал альбома на концертах 1988 года. При этом Смит, по своему обыкновению, объяснял каждый трек сентенциями, словно бы комментируя исторический контекст, который исследовался в сюжете рок-пьесы. Так, на одном из концертов в Sadler’s Wells между «Yes, O Yes» и «Hip Priest» он произнес следующую речь:
...Таков результат использования почтового индекса в Ипсвиче, в работе футбольного тренера. Что как раз переносит нас на три века назад. Обуянный яростью и в ступоре от испытываемых мучений, правую руку он простер к Северу, а левую - к Югу. И население этих двух городов почувствовало, как нервы его преобразуются в костный мозг, затвердевая среди болезней. В перестрелках и грохоте, меж <двух> берегов, чувства устремлялись вовнутрь в чёрную мессу инфекции, пока <в ней> не ослабевали. Оригинальный текст (англ.)And this is the result of applying to a P.O. Box number in Ipswich for soccer coaching. Talking of which, back three centuries ago, enraged and stifled with torment, he threw his right arm to the North and his left arm to the South. And the inhabitants of these cities felt their nerves change into marrow, hardening amidst diseases. Shootings and poundings through all the coasts, till weakened, the senses inward-rushed within the dark mess of infection.
Перед «Wrong Place, Right Time» со сцены звучал такой комментарий: «Англия, 1687 год. Вассал? Французский Вассал? Я? — спросил <Король> Иаков. Вассал? Французский вассал? Я? — спросил Иаков. Тем временем, в Нидерландах, тем временем в Нидерландах — мы обнаруживаем Принца Билли, который — на не своём месте, но в нужном времени»

## Список композиций
1. «New Big Prinz» (Mark E. Smith, Craig Scanlon, Steve Hanley, Marcia Schofield) — 3:25
2. «Overture. I Am Curious Orange» (Brix Smith) — 2:49
3. «Dog Is Life» / «Jerusalem» (M. E. Smith/M. E. Smith, William Blake) — 7:24
4. «Kurious Oranj» (M. E. Smith, Hanley, Simon Wolstencroft) — 6:21
5. «Wrong Place, Right Time» (M. E. Smith) — 2:54
6. «C.D. Win Fall 2080 AD» (M. E. Smith) — 2:45
7. «Yes O Yes» (M. E. Smith, B. Smith) — 3:34
8. «Van Plague?» (M. E. Smith, Scanlon) — 4:56
9. «Bad News Girl» (M. E. Smith, B. Smith) — 5:22
10. «Cab It Up!» (M. E. Smith) — 4:54
11. «Last Nacht» (excerpt) (M. E. Smith, Simon Rogers) — 1:04

### CD-версия
1. «New Big Prinz» (Mark E. Smith, Craig Scanlon, Steve Hanley, Marcia Schofield) — 3:26
2. «Overture from I Am Curious, Orange» (Brix Smith) — 2:48
3. «Dog Is Life» / «Jerusalem» (альтернативная версия) (M. E. Smith/M. E. Smith, William Blake) — 8:54
4. «Kurious Oranj» (M. E. Smith, Hanley, Simon Wolstencroft) — 6:20
5. «Wrong Place, Right Time» (альтернативная версия) (M. E. Smith) — 2:52
6. «Guide Me Soft» (M. E. Smith) — 2:15
7. «Win Fall CD 2088 AD» (альтернативная версия) (M. E. Smith) — 4:41
8. «Yes O Yes» (альтернативная версия) (M. E. Smith, B. Smith) — 3:25
9. «Van Plague?» (M. E. Smith, Scanlon) — 4:56
10. «Bad News Girl» (M. E. Smith, B. Smith) — 5:22
11. «Cab It Up!» (M. E. Smith) — 4:54
12. «Last Nacht» (M. E. Smith, Simon Rogers) — 3:56
13. «Big New Priest» — 3:08

#### Песни альбома
- New Big Prinz. Своего рода продолжение (в тексте) «Hip Priest» (1982)[15]
- Cab It Up. «Предполагалось что это будет песнь о Вильгельме, о том как, поселившись в Лондоне, он там обживается. Но на самом деле это песня о Кларке и его приятелях, наполненная оскорблениями. Они до сих пор этого не поняли»[6], — утверждал Смит.

## Участники записи
- Mark E. Smith — вокал
- Brix Smith — вокал, гитара, клавишные
- Craig Scanlon — гитара
- Simon Wolstencroft — ударные
- Marcia Schofield — клавишные, бэк-вокал
- Steve Hanley — бас-гитара